# Ein neuer Tag – live
Ein neuer Tag – live ist das erste Livealbum der Gießener Band Juli. Es erschien – wie auch die gleichnamige Live-DVD – am 28. September 2007.

## Hintergrund
Die Tournee zu ihrem im Oktober 2006 erschienenen zweiten Studioalbum Ein neuer Tag führte die Band von Januar bis Mai 2007 in drei Tourabschnitten durch die deutschsprachigen Länder. Die Aufzeichnung des Konzerts fand am 28. Februar 2007 während des Konzerts der Band in der Halle Münsterland in Münster statt. Das Unternehmen Feschfilm filmte für die erste Live-DVD der Band, die am 28. September 2007 erschien. Regie führte Paul Hauptmann. Die Produktion leitete Marc Schütrumpf. Erst im August wurde angekündigt, dass aus dem entstandenen Material auch eine Audio-CD erscheinen solle. Diese erschien schließlich am selben Tag (28. September 2007) und unter demselben Titel wie die DVD.

## Titelliste
1. Dieses Leben (5:18)
2. Du nimmst mir die Sicht (3:42)
3. Bist du das (4:31)
4. Warum (4:28)
5. Sterne (4:12)
6. Geile Zeit (4:13)
7. Am besten sein (3:52)
8. November (3:31)
9. Zerrissen (3:50)
10. Wenn du mich lässt (4:10)
11. Ein neuer Tag (3:20)
12. Das gute Gefühl (3:08)
13. Wir beide (3:50)
14. Regen und Meer (4:10)
15. Wer von euch (5:11)
16. Perfekte Welle (5:57)
17. Ein Gruß (6:36)

Die Reihenfolge der Songs entspricht der der Toursetlist, die während der gesamten Tournee von Januar 2007 bis zu den Festivals im Sommer unverändert blieb (ausgenommen Zerrissen, das erst während des Tourneeverlaufs in die Setlist aufgenommen wurde). Die Setlist der Tournee umfasste alle Titel des Albums Ein neuer Tag (mit Ausnahme von Egal wohin) sowie ausgewählte Stücke von Es ist Juli, dem ersten Album der Band.

## Verhältnis zur DVD
Die Live-Aufnahmen für die DVD fanden außer in Münster auch im Zenith in München (5. März 2007) sowie auf dem Schiffenberg in Gießen statt; letztere wurden allerdings nicht verwendet. Somit besteht die Doppel-DVD aus jeweils einer DVD mit dem gesamten Konzert aus Münster und dem gesamten Konzert aus München. Für das Livealbum wurden keine Aufnahmen aus München verwendet. Zwei auf dem Konzert gespielte Titel des ersten Julialbums, Ich verschwinde und Anders, wurden für die Veröffentlichung auf CD herausgekürzt.
Die DVD erschien auch in einer Deluxe-Edition mit 2 DVDs (Inhalt identisch mit dem der Standard-DVDs) und einer Doppel-CD mit dem vollständigen Münsterkonzert. Im Gegensatz zum Livealbum sind die beiden fehlenden Songs hier enthalten.